# Discovery (Schiff, 1602)

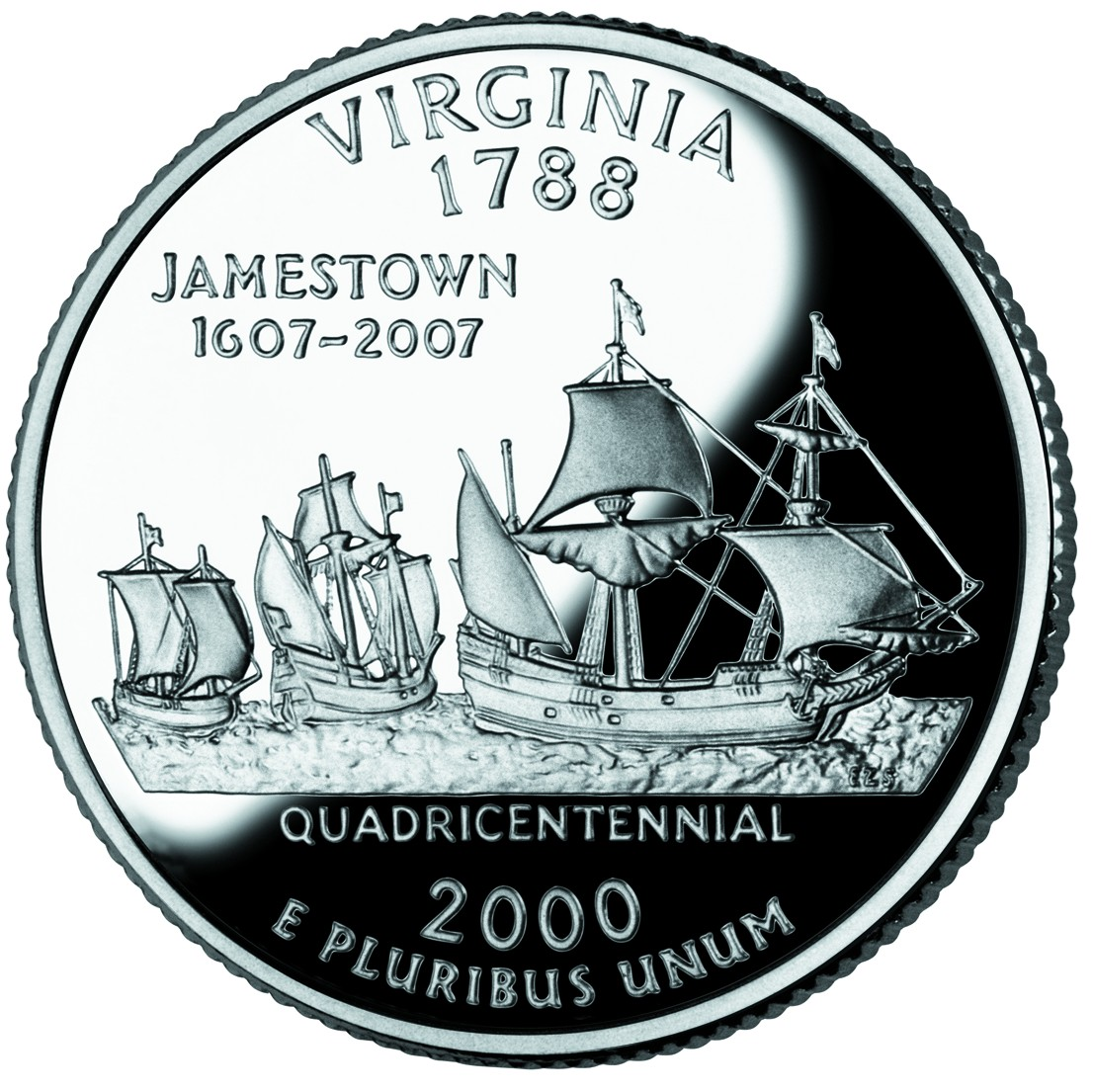
Virginia State Quarter, mit der Susan Constant, Godspeed und Discovery.

Die Discovery war ein „Flyboat“ mit 20-tons Größe und 38 Fuß Länge der Britischen Ostindien-Kompanie. Das Schiff wurde vor 1602 gebaut. Es nahm an sechs Expeditionen auf der Suche nach der Nordwestpassage teil.
Die Discovery war das kleinste von drei Schiffen, die unter Führung von Christopher Newport an der Reise teilnahmen, in deren Ergebnis 1607 der Ort Jamestown in der neuen Kolonie Virginia gegründet wurde. Als Newport nach London zurückkehrte, ließ er die Discovery für die Nutzung durch die Kolonisten zurück.
Repliken der Discovery und ihrer größeren Schwesterschiffe, der Susan Constant und der Godspeed befinden sich am James River bei Jamestown Settlement (früher Jamestown Festival Park), neben der National Historic Site von Jamestown. 
Eine neue Discovery wurde in Boothbay Harbor in Maine gebaut und im September 2006 zu Wasser gelassen. Die derzeitige Replik in Jamestown wurde für eine Tour anlässlich der Feiern zum 400. Gründungstag von Jamestown ins Vereinigte Königreich verschifft und dort unter anderem im Museum in den Docklands in London gezeigt.
Im Mai 2007 gab der United States Postal Service die erste 41-Cent-Briefmarke Erster Klasse heraus, diese bildet die Susan Constant, Godspeed und Discovery ab.